# 베르나도테가
베르나도테가(스웨덴어: Bernadotte, 프랑스어: Maison Bernadotte)는 스웨덴과 노르웨이에서 왕을 배출한 가문이다. 1818년부터 현재까지 스웨덴의 왕가이며 노르웨이 국왕은 1818년부터 1905년까지 맡았다.

## 역사
1809년 스웨덴과 러시아 사이에 일어난 핀란드 전쟁에서 패한 스웨덴은 핀란드를 러시아 제국에 할양하였다. 핀란드는 오랫동안 스웨덴의 영토였기 때문에 당시 스웨덴의 국왕 구스타브 4세 아돌프에 대항하는 쿠데타가 일어났다. 그 후 구스타브 4세는 폐위되었고 칼 13세가 즉위하였다. 칼 13세는 후손이 없었기 때문에, 스웨덴 국회에서는 1810년 덴마크의 크리스티안 아우구스트를 왕자로 지목하였다. 그는 지목받은 그 해에 사망하였다.
당시 나폴레옹이 유럽의 거의 대부분을 지배하고 있었고, 일부 나라는 나폴레옹의 형제가 지배하였다. 스웨덴 국회에서는 나폴레옹과 친한 사람을 왕으로 추대하기로 하였고, 1810년 8월 21일 나폴레옹의 휘하 장수 장바티스트 쥘 베르나도트를 왕세자로 지목하였다. 그는 프랑스 베아르주의 포에서 태어났고, 프랑스 혁명 시기에 진급하였다. 1798년 나폴레옹의 첫 약혼자 데지레 클라리와 결혼하였다. 1804년 나폴레옹에 의해 프랑스의 장군이 되었고 폰테소르보 공 작위를 받았다.
스웨덴 왕위를 받으면서 칼 요한이라는 이름을 얻었고, 칼 13세의 즉위 기간 동안 섭정으로 활동하였다. 1813년 나폴레옹 동맹을 탈퇴하고 반 나폴레옹 동맹에 스웨덴을 동참시켰다. 1814년 노르웨이 침공 이후 노르웨이와 동군 연합을 이루었다. 1818년 2월 5일 스웨덴의 칼 14세 요한, 노르웨이의 칼 3세 요한으로 즉위하였고, 1844년 3월 8일 죽을 때까지 지위를 유지하였다.
1905년 스웨덴-노르웨이 동군 연합이 깨질 때까지 노르웨이의 국왕 자리를 유지하였다. 이후 노르웨이는 덴마크의 칼 왕세자를 국왕으로 추대하여 호콘 7세로 왕위에 올랐다. 그는 칼 15세의 손자이고 칼 14세의 증손자이다.
베르나도테 왕가의 문장은 바사 왕가(왼쪽)와 폰테소르보 대공(오른쪽)의 문장을 합친 것이다.

## 스웨덴 왕
- 칼 14세 요한 (1818년 - 1844년)
- 오스카르 1세 (1844년 - 1859년)
- 칼 15세 (1859년 - 1872년)
- 오스카르 2세 (1872년 - 1907년)
- 구스타프 5세 (1907년 - 1950년)
- 구스타프 6세 아돌프 (1950년 - 1973년)
- 칼 16세 구스타프 (1973년 - 현재)

## 노르웨이 왕
- 칼 3세 요한 (1818년 - 1844년)
- 오스카르 1세 (1844년 - 1859년)
- 칼 4세 (1859년 - 1872년)
- 오스카르 2세 (1872년 - 1905년)

## 같이 보기
- 스웨덴의 군주 목록
- 스웨덴의 국장